# Takuya Takahashi
Takuya Takahashi (jap. 高橋 拓也, Takahashi Takuya; * 30. Juni 1989 in der Präfektur Kanagawa) ist ein japanischer Fußballspieler.

## Karriere
Takuya Takahashi erlernte das Fußballspielen in der Universitätsmannschaft der Universität Kanagawa. Seinen ersten Vertrag unterschrieb er 2012 beim Yokohama Sports & Culture Club. Der Verein aus Yokohama, einer Stadt in der Präfektur Kanagawa, spielte in der damaligen dritten Liga, der Japan Football League. Hier stand er bis Ende 2015 unter Vertrag. 2016 nahm ihn der Erstligist Yokohama F. Marinos eine Saison unter Vertrag. In der ersten Liga kam er nicht zum Einsatz. 2017 wechselte er zu Giravanz Kitakyūshū. Der Verein aus Kitakyūshū spielte in der dritten Liga, der J3 League. 2019 wurde er mit dem Verein Meister der dritten Liga und stieg in die zweite Liga auf. Nach 72 Spielen wechselte er im Januar 221 zum Drittligisten Kamatamare Sanuki.

## Erfolge
Giravanz Kitakyūshū
- Japanischer Drittligameister: 2019  ▲